# Rakhlah
Rakhlah (tiếng Ả Rập: رخلة; cũng đánh vần là Rakhleh hoặc Rakleh), trước đây gọi là Zenopolis, là một ngôi làng nằm 31 kilômét (19 mi) phía tây Damascus, Syria. Theo Cục Thống kê Trung ương Syria, ngôi làng có dân số 368 trong cuộc điều tra dân số năm 2004. Dân số chủ yếu là Druze.

## Lịch sử cổ đại
Vào thời cổ đại, thành phố này được biết đến với cái tên Zenopolis (tiếng Hy Lạp: Ζηνούπολις), ở tỉnh Phoenice Paralia của La Mã (hay "Phoenicia Prima"). Nó trở thành một thành phố và một giám mục vào cuối thế kỷ thứ 5.
Rakhlah là một vị trí có thể có của tòa giám mục "Rạch"  bao gồm trong danh sách của các giáo hội Công giáo. Trong tài khoản của mình về tòa giám mục này, mà ông gọi đó là "của Rạch" (Latin Rachlenorum, tiếng Hy Lạp ΡΡχληχληῶῶ), Le Quien nói rằng, tại một hội đồng tỉnh được tổ chức tại Tyre năm 518, Elias, đã nói về các hành vi như Giám mục của Rachlenes, được ký tên là αἨλί ἐίσκπππ và rằng các hành vi của Hội đồng thứ hai của Constantinople năm 553 mang chữ ký của "Anastasius bởi lòng thương xót của Đức Giám mục của các vị thần Rạch ở tỉnh Tyrians".

## Những ngôi đền cổ
Có những tàn tích của hai ngôi đền Assyrian-Romano-Phoenician trong ngôi làng được bao gồm trong một nhóm Đền thờ của Núi Hermon. Ngôi đền apsidal nhỏ hơn đã bị cắt ra khỏi đá gốc. Ngôi đền khác, lớn hơn có thể đã được sử dụng như một nhà thờ và được xây dựng từ những khối đá vôi khổng lồ; nó đo được 82,5 foot (25,1 m) bằng 57 foot (17 m). Nó có hai hàng cột ion chạy dọc theo các bức tường từ lối vào đến một bàn thờ hình bán nguyệt. Một trong những bức tường của ngôi đền được trang trí bằng khuôn mặt của một vị thần mặt trời, có thể là Ba'al  trong một vòng hoa được căn chỉnh để nhìn vào Núi Hermon và có kích thước 40 inch (100 cm) đường kính. Hai hòn đá gần cổng cho thấy hình ảnh của một con chim với đôi cánh dang rộng được cho là một phần của kiến trúc của ngôi đền. Hình khắc được mô tả là "về cơ bản là Assyrian trong nhân vật" của Edward Robinson khi truy cập trang web vào năm 1852. Ông còn gợi ý thêm rằng hòn đá được đưa đến địa điểm từ khoảng cách xa. Ông cho rằng việc xây dựng các ngôi đền có khả năng đã diễn ra "nhiều thế kỷ trước thời kỳ Kitô giáo". Ông lưu ý một số chữ khắc Hy Lạp và lấy một số bản sao. Các chữ khắc thông tin bắt nguồn từ chữ khắc ở Rakleh đã hỗ trợ sự tồn tại của một khu định cư địa phương và đưa chi tiết về tên và chức vụ của cán bộ ngôi chùa. Một trong những văn bản bắt đầu bằng lời cầu khẩn "đến vận may". Nó cũng được biết đến từ các chữ khắc rằng nữ thần biển Hy Lạp, Leucothea, được thờ trong đền thờ từ năm 60 CE trở đi. Hai trong số các văn bản cho thấy các quan chức thực thi một thẩm quyền không xác định. Họ mô tả chi tiết việc phục hồi ngôi đền bằng cách sử dụng tiền, ngụ ý họ sở hữu tài sản hoặc tài sản kiếm được tiền lãi. Một tòa nhà được xây dựng vào năm 253 CE được cho là đã được trả tiền cho "chi phí của nữ thần lấy từ tiền lãi". Thủ quỹ của ngôi đền cũng tài trợ một cánh cửa mới vào năm 379 CE.
Một vài ngôi mộ cắt đá và hang động khác đã được ghi nhận xung quanh khu vực.